# Municipio de Jackson (condado de Howard)
El municipio de Jackson (en inglés: Jackson Township) es un municipio ubicado en el condado de Howard en el estado estadounidense de Indiana. En el año 2010 tenía una población de 596 habitantes y una densidad poblacional de 9,79 personas por km².

## Geografía
El municipio de Jackson se encuentra ubicado en las coordenadas 40°30′55″N 85°54′28″O / 40.51528, -85.90778. Según la Oficina del Censo de los Estados Unidos, el municipio tiene una superficie total de 60.85 km², de la cual 60,85 km² corresponden a tierra firme y (0,01 %) 0,01 km² es agua.

## Demografía
Según el censo de 2010, había 596 personas residiendo en el municipio de Jackson. La densidad de población era de 9,79 hab./km². De los 596 habitantes, el municipio de Jackson estaba compuesto por el 95,64 % blancos, el 0,17 % eran amerindios, el 0,84 % eran asiáticos, el 1,01 % eran de otras razas y el 2,35 % eran de una mezcla de razas. Del total de la población el 2,18 % eran hispanos o latinos de cualquier raza.